# Belterra
Belterra är en kommun i Brasilien.   Den ligger i delstaten Pará, i den centrala delen av landet, 1 600 km nordväst om huvudstaden Brasília. Antalet invånare är 16 324. Arean är 4 398 kvadratkilometer.
Terrängen i Belterra är platt österut, men västerut är den kuperad.
I omgivningarna runt Belterra växer i huvudsak städsegrön lövskog. Runt Belterra är det mycket glesbefolkat, med 3 invånare per kvadratkilometer.